# Yui Yokoyama
Yui Yokoyama (横山 由依 Yokoyama Yui?,  Kizugawa, Prefectura de Kioto, 8 de diciembre de 1992) es una cantante y idol japonesa, miembro del grupo de pop femenino AKB48, donde fue capitán del grupo A. Yokoyama fue miembro del grupo hermano de AKB48, NMB48, y desde 2011 también es miembro de la subunidad Not Yet.

## Carrera
Inicialmente, Yokoyama intentó unirse a AKB48 o a su grupo hermano, SKE48, pero ninguna de sus audiciones tuvo éxito. El 20 de septiembre de 2009, aprobó una audición de AKB48 y se convirtió en un kenkyusei (aprendiz) de la novena generación. El 10 de octubre de 2010, Yokoyama fue el primero de su generación en ser promovido a miembro oficial del grupo K.
En 2011, aseguró su primera participación en una canción de AKB48 al posicionarse en el puesto 19 en las elecciones de AKB48. Su primer sencillo fue Everyday, Katyusha. En 2012, se posicionó en el puesto número quince en dichas elecciones. Durante un concierto en 2012, se anunció que Yokoyama se uniría a NMB48 y, por lo tanto, mantendría una posición simultánea en ambos grupos. En noviembre del mismo, participó en el lado A para el sexto sencillo de NMB48, Kitagawa Kenji.
En 2013, ocupó el puesto número trece en las elecciones de AKB48 y el tercero en el torneo de piedra, papel y tijeras (que se realiza anualmente para decidir las posiciones dentro de la banda). El 28 de abril de 2013, abandonó NMB48 y permaneció únicamente en AKB48. El 8 de diciembre de 2014, se reveló que Yokoyama sucedería a Minami Takahashi como director general de AKB48 después de la partida de esta del grupo. Con la graduación de Takahashi programada para el 8 de abril de 2016, Yokoyama le sucedió en el puesto el 8 de diciembre de 2015 en el teatro de AKB48.

## Discografía

### Sencillos con AKB48
| Año  | N.º                        | Título | Rol | Notas |
| ---- | -------------------------- | --- | --- | --- |
| 2010 | 16                         | "Ponytail to Shushu" | Theatre Girls | Cantó "Boku no Yell"                                                                                            |
| 2010 | 19                         | "Chance no Junban" | Equipo K | Cantó "Alive"                                                                                                   |
| 2011 | 20                         | "Sakura no Ki ni Narō" | Under Girls | Cantó "Gūzen no Jūjiro"                                                                                         |
| 2011 | --                         | "Dareka no Tame ni - What can I do for someone?" | - | Sencillo de caridad                                                                                             |
| 2011 | 21                         | "Everyday, Katyusha" | A-side | Cantó "Korekara Wonderland" & "Yankee Soul"                                                                     |
| 2011 | 22                         | "Flying Get" | A-side | También cantó "Yasai Uranai" & "Seishun to Kizukanai Mama"                                                      |
| 2011 | 23                         | "Kaze wa Fuiteiru" | A-side | |
| 2011 | 24                         | "Ue kara Mariko" | Team K | Cantó "Noël no Yoru" & "Zero-sum Taiyō"                                                                         |
| 2012 | 25                         | "Give Me Five!" | A-side | También cantó "Hitsujikai no Tabi" as Special Girls B.                                                          |
| 2012 | 26                         | "Manatsu no Sounds Good!" | A-side | También cantó "Gugutasu no Sora" & "Kimi no Tame ni Boku wa..."                                                 |
| 2012 | 27                         | "Gingham Check" | A-side | |
| 2012 | 28                         | "Uza" | A-side | También cantó "Kodoku na Hoshizora"                                                                             |
| 2012 | 29                         | "Eien Pressure" | A-side | También cantó "Totteoki Christmas" , " HA!" as NMB 48.                                                          |
| 2013 | 30                         | "So Long!" | A-side | También cantó on "Ruby" as Team A .                                                                             |
| 2013 | 31                         | "Sayonara Crawl" | A-side | También cantó on "Ikiru Koto" as Team A .                                                                       |
| 2013 | 32                         | "Koi Suru Fortune Cookie" | A-side | Obtuvo el puesto número 12 en las elecciones de 2013. También cantó "Namida no Sei Janai" and "Saigo no Door".  |
| 2013 | 33                         | "Heart Electric" | A-side | También cantó "Kisu made Countdown" como parte del equipo A.                                                    |
| 2013 | 34                         | "Suzukake no Ki no Michi de "Kimi no Hohoemi o Yume ni Miru" to Itte Shimattara Bokutachi no Kankei wa Dō Kawatte Shimau no ka, Bokunari ni Nan-nichi ka Kangaeta Ue de no Yaya Kihazukashii Ketsuron no Yō na Mono" | B-side | También cantó "Mosh & Dive" and "Party is over".                                                                |
| 2014 |                            | | | |
| 35   | "Mae shika Mukanee"        | A-side | | |
| 36   | "Labrador Retriever"       | A-side | También cantó "Itoshiki Rival" como parte del equipo K.                                                                | |
| 37   | "Kokoro no Placard"        | A-side | Obtuvo el puesto número 13 en las elecciones de 2014. También cantó "Sailor Zombie" .                                  | |
| 38   | "Kibōteki Refrain"         | A-side | También cantó "Hajimete no Drive" as Team K.                                                                           | |
| 2015 |                            | | | |
| 39   | "Green Flash"              | A-side | También cantó "Majisuka Fight", "Haru no Hikari Chikadzuita Natsu" y Hakimono to Kasa no Monogatari.                   | |
| 40   | "Bokutachi wa Tatakawanai" | A-side | También cantó "Barebare Bushi" as Wonda Senbatsu & "Kimi no Dai Ni Shō" & "Deai no Hi, Wakare no Hi".                  | |
| 41   | "Halloween Night"          | A-side | Obtuvo el puesto número 10 en las elecciones de 2015. También cantó "Ippome Ondo", "Yankee Machine Gun", and "Gunzou". | |
| 42   | "Kuchibiru ni Be My Baby"  | A-side | También cantó "365 Nichi no Kamihikōki", "Senaka Kotoba" y "Yasashii place".                                           | |
| 2016 | 43                         | "Kimi wa Melody" | A-side | Sencillo del décimo aniversario. También cantó "Mazariau Mono" as NogizakaAKB and "M.T ni Sasagu" as Team A.    |
| 2016 | 44                         | "Tsubasa wa Iranai" | A-side | También cantó "Set me free" as Team A.                                                                          |
| 2016 | 45                         | "Love Trip / Shiawase wo Wakenasai" | A-side | También cantó "Hikari to Kage no Hibi".                                                                         |
| 2016 | 46                         | "High Tension" | A-side | También cantó "Better".                                                                                         |
| 2017 | 47                         | "Shoot Sign" | A-side | |
| 2017 | 48                         | "Negaigoto no Mochigusare" | A-side | También cantó "Anogoro no Gohyaku Yen Dama".                                                                    |
| 2017 | 49                         | "Sukinanda" | A-side | Obtuvo el puesto número 7 en las elecciones de 2017. También cantó "Give Up wa Shinai" como Tofu Pro-Wrestling. |
| 2017 | 50                         | "11gatsu no Anklet" | A-side | También cantó "Yosōgai no Story".                                                                               |

### Sencillos con NMB48
| Año  | N.º | Título             | Rol    | Notas                                               |
| ---- | --- | ------------------ | ------ | --------------------------------------------------- |
| 2012 | 6   | "Kitagawa Kenji"   | A-side | También cantó "Hoshizora no Caravan" con Shirogumi. |
| 2013 | 7   | "Bokura no Eureka" | B-side | También cantó "Todokekana Soude Todoku Mono".       |

### Sencillos con Not Yet
- "Shūmatsu Not Yet"
- "Naminori Kakigōri"
- "Perapera Perao"
- "Suika Baby"
- "Hirihiri no Hana"

## Filmografía

### Shows de variedades
- AKBingo!
- Naruhodo High School
- NMB Genin!!

### Televisión
- Majisuka Gakuen 2 (NTV, 2011), Otabe
- Sailor Zombie (TV Tokyo, 2014), Yui
- Majisuka Gakuen 4 (NTV, 2015), Otabe
- Majisuka Gakuen 5]] (NTV, 2015), Otabe
- AKB Horror Night: Adrenaline's Night Ep.41 - Remake y Ep.42 - Remake ~Another~ (TV Asahi, 2016), Noriko
- AKB Love Night: Love Fatory Ep.21 - A Farewell Time (TV Asahi, 2016), Miyu
- Crow's Blood (Hulu, 2016), Chisa Furugōri
- Cabasuka Gakuen (NTV, 2016), Otabe (Maguro)
- Tofu Pro-Wrestling (TV Asahi, 2017), Yui Yokoyama/Long-Speech Yokoyama

### Películas
- NMB48 Geinin! The Movie Owarai Seishun Girls! (2013), ella misma
- Yume wa Ushi no Oishasan (2014), narración
- NMB48 Geinin! The Movie Returns Sotsugyō! Owarai Seishun Girls!! Aratanaru Tabidachi (2014), cameo

### Photobooks
- Yuihan (5 de febrero de 2015, Gakken Publishing)